# Literaturjahr 1872
Liste der Literaturjahre

◄◄ | ◄ | 1868 | 1869 | 1870 | 1871 | Literaturjahr 1872 | 1873 | 1874 | 1875

Weitere Ereignisse
Dieser Artikel behandelt das Literaturjahr 1872.

## Ereignisse

### Prosa

#### Deutschsprachige Literatur
- Julius Stinde lässt unter dem Pseudonym J. Steinmann den „Polizeiroman“ In eiserner Faust, ein frühes Beispiel deutscher Kriminalliteratur, bei August Prinz in Altona veröffentlichen. Von dem Werk ist nur ein einziges Exemplar erhalten.
- Von Theodor Storm erscheint die Novelle Draußen im Heidedorf.
- Friedrich Gerstäcker veröffentlicht Im Eckfenster.
- Das Haideprinzeßchen von E. Marlitt erscheint als Buchausgabe.

#### Englischsprachige Literatur
- Januar bis März: Der irische Schriftsteller Joseph Sheridan Le Fanu veröffentlicht in der Zeitschrift The Dark Blue in drei Teilen den Schauerroman Carmilla über eine lesbische Vampirin.
- The Princess and the Goblin, ein Fantasy-Roman des schottischen Autors George MacDonald, wird veröffentlicht. Mit seiner vielfältigen Symbolik und Darstellung der unterirdisch lebenden Goblins wird das Kinderbuch zu einer wichtigen Inspirationsquelle für spätere Fantasy-Literatur, allen voran die Werke J. R. R. Tolkiens.

#### Weitere Sprachen

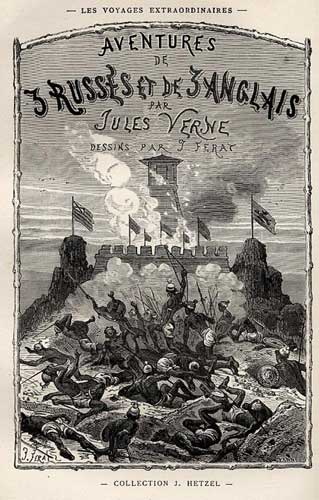
Titelblatt mit einer Illustration des Zeichners Jules Férat

- Jules Verne veröffentlicht im Verlag von Pierre-Jules Hetzel den Roman Aventures de trois Russes et de trois Anglais dans l'Afrique australe (Abenteuer von drei Russen und drei Engländern in Südafrika).
- Von Lew Tolstoi erscheinen die Erzählung Der Gefangene im Kaukasus sowie die Kurzgeschichten Jermak und die Eroberung Sibiriens und Ein Verbannter.
- Von dem ungarischen Schriftsteller Mór Jókai erscheint der Gesellschaftsroman Az arany ember (Ein Goldmensch).
- Der polnische Schriftsteller Henryk Sienkiewicz veröffentlicht die Novelle Na marne (Zersplittert).

### Lyrik/Bildergeschichten

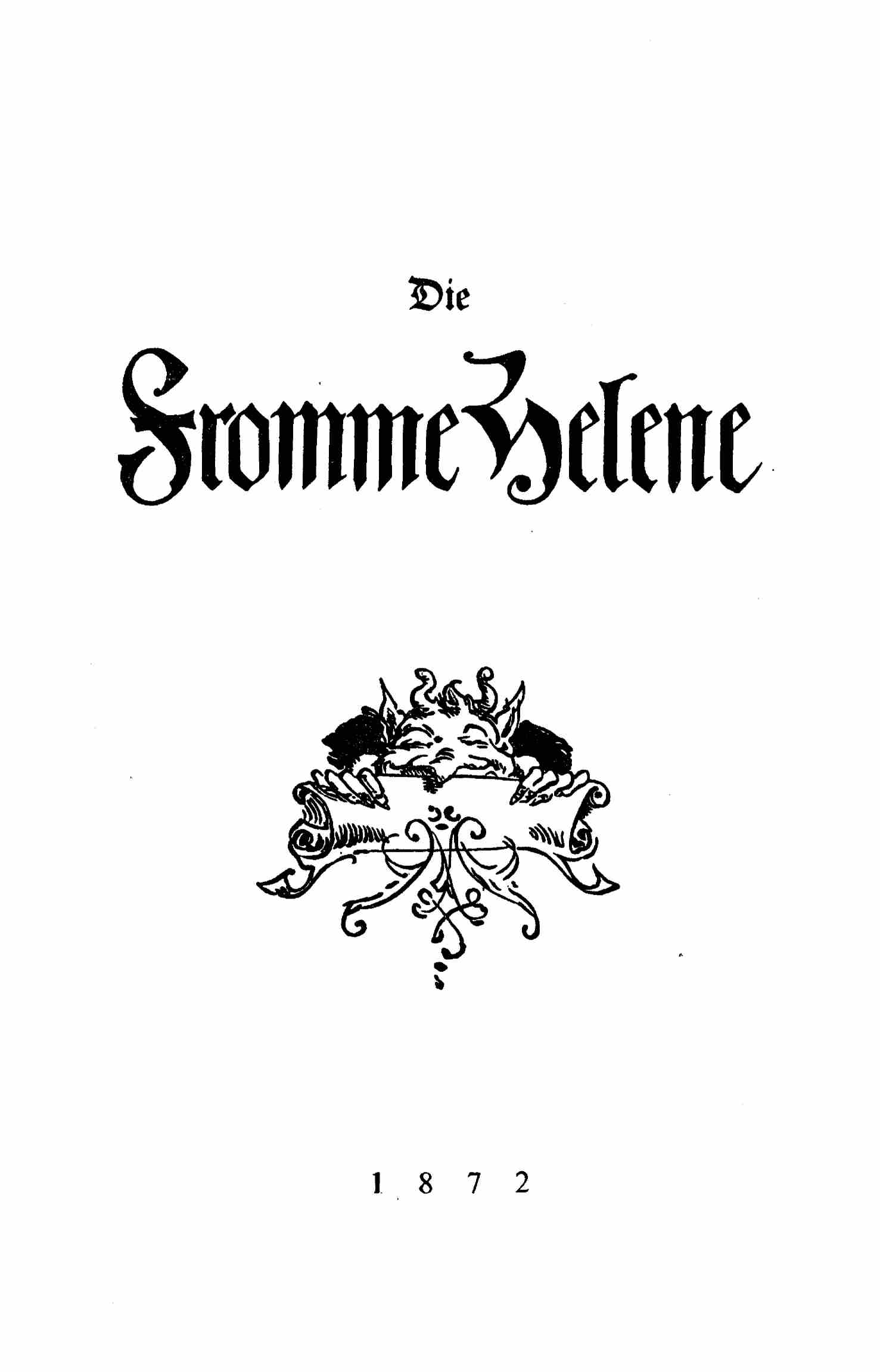
Frontispiz Die fromme Helene

Die fromme Helene von Wilhelm Busch erscheint im Bassermann Verlag, der von Wilhelm Buschs langjährigem Bekannten Otto Friedrich Bassermann geleitet wird, nachdem der Verlag Moritz Schauenburg die Herausgabe des antiklerikalen Werks abgelehnt hat. Vor dem Hintergrund des Kulturkampfes in Deutschland findet die Bildergeschichte schnell eine große Leserschaft. Bassermann regt daraufhin eine weitere antiklerikale Satire an. Pater Filucius wird ebenfalls sehr erfolgreich, gilt aber heute als eher schwächeres Werk des Dichters und Malers. Im gleichen Jahr veröffentlicht Busch noch die eher unpolitischen Bildergeschichten Bilder zur Jobsiade sowie Schnurrdiburr oder Die Bienen.

### Drama
- 03. Januar: Iwan Turgenjews Theaterstück Ein Monat auf dem Lande wird am Moskauer Maly-Theater uraufgeführt.
- 12. Oktober: Ludwig Anzengrubers Theaterstück Die Kreuzelschreiber hat seine Uraufführung am Theater an der Wien in Wien. Die Musik der Bauernkomödie mit Gesang stammt von Adolf Müller senior.

### Periodika
- Die Tageszeitung The Boston Globe wird gegründet. Die erste Ausgabe erscheint am 4. März.
- 24. März: Die erste Ausgabe des bis 1928 erscheinenden Illustrirten Wiener Extrablattes – zeitweise eine der auflagenstärksten österreichischen Zeitungen – erscheint in Wien.

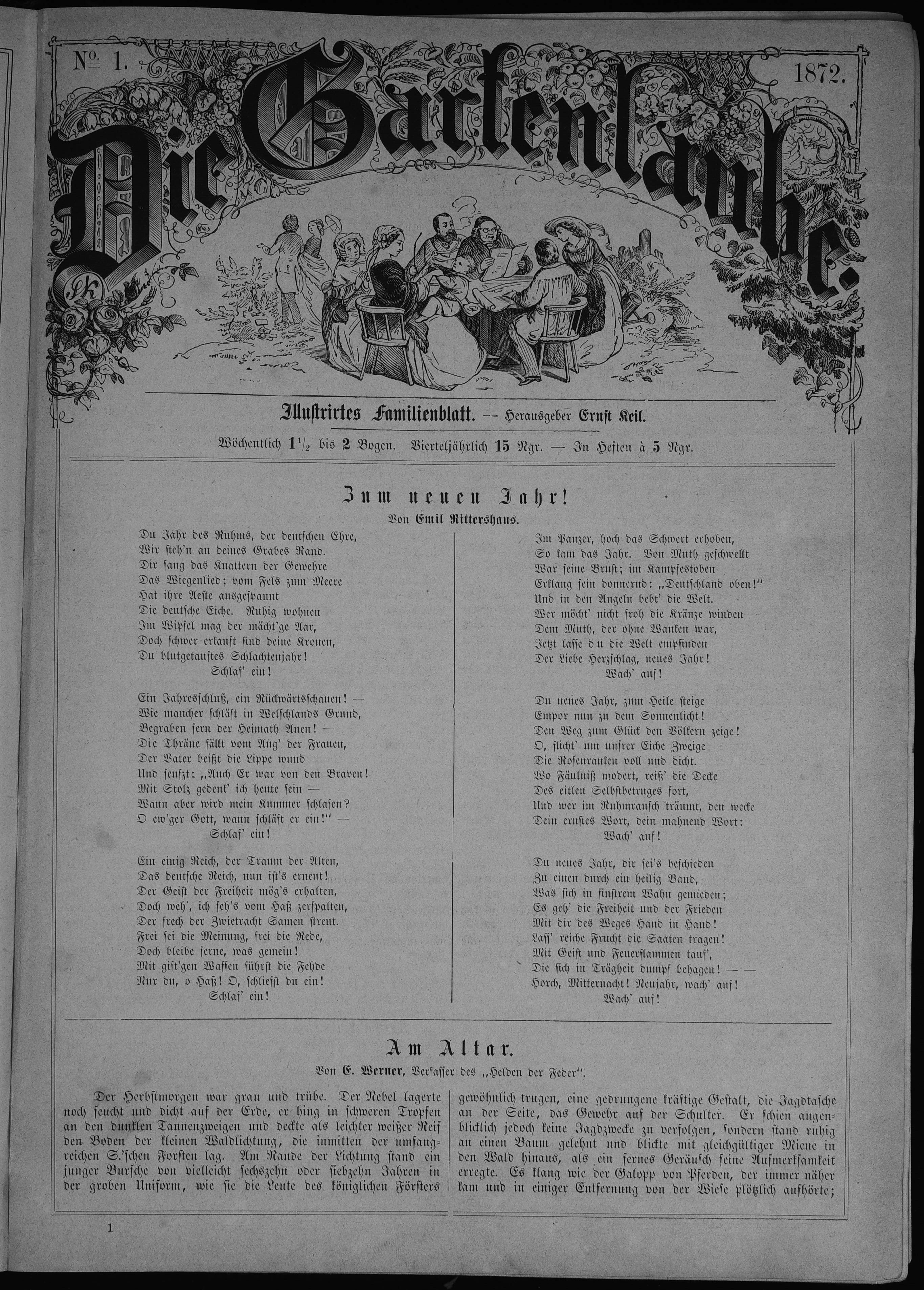
Die Gartenlaube 1872

### Sachliteratur
- 26. November: Die Erstausgabe von Charles Darwins Werk The Expression of the Emotions in Man and Animals (Der Ausdruck der Gemütsbewegungen bei dem Menschen und den Tieren) erscheint.
- Das Kapital von Karl Marx wird ins Russische übersetzt.

### Religion
- Bahāʾullāh beginnt mit der Niederschrift des Kitáb-i-Aqdas, des Heiligsten Buchs der Bahai.

### Preise
- Katharina Fröhlich stiftet anlässlich des 80. Geburtstags von Franz Grillparzer den Franz-Grillparzer-Preis.

## Geboren

### Erstes Halbjahr
- 09. Januar: Emma Grolimund, Schweizer Schriftstellerin und Lehrerin († 1944)
- 15. Januar: Arsen Borissowitsch Kozojew, sowjetischer Schriftsteller († 1944)
- 16. Januar: Edward Gordon Craig, britischer Schauspieler, Regisseur und Theatertheoretiker († 1966)
- 19. Januar: Heinrich Laufenberg, deutscher Historiker, Journalist und Politiker († 1932)
- 31. Januar: Zane Grey, US-amerikanischer Schriftsteller († 1939)

- 08. Februar: Theodor Lessing, deutscher Philosoph und Publizist († 1933)
- 12. Februar: Diedrich Speckmann, deutscher Schriftsteller († 1938)
- 27. Februar: Ellery Sedgwick, US-amerikanischer Schriftsteller († 1960)

- 03. März: Wilhelm Ahrens, deutscher Mathematiker und Schriftsteller († 1927)
- 06. März: Johan Bojer, norwegischer Schriftsteller († 1959)
- 22. März: Fritz Stüber-Gunther, österreichischer Schriftsteller († 1922)
- 25. März: Shimazaki Tōson, japanischer Schriftsteller († 1943)
- 31. März: Sergei Djagilew, russischer Herausgeber, Kunstkritiker und Kurator († 1929)

- 05. April: Emmy von Egidy, deutsche Bildhauerin und Schriftstellerin († 1946)
- 09. April: Léon Blum, französischer Jurist, Schriftsteller und Politiker († 1950)
- 11. April: Asdreni, albanischer Dichter († 1947)
- 13. April: Alexander Roda Roda, österreichischer Schriftsteller und Publizist († 1945)

- 15. Juni: Cicely Hamilton, britische Schriftstellerin und Dramatikerin († 1952)
- 18. Juni: Matti Aikio, norwegischer Dichter († 1929)

### Zweites Halbjahr
- 04. Juli: Käthe Papke, deutsche Heimatschriftstellerin († 1951)
- 08. Juli: Sasaki Nobutsuna, japanischer Schriftsteller († 1963)
- 10. Juli: Jacques Bizet, französischer Unternehmer und Schriftsteller († 1922)

- 10. August: Fritz Lau, niederdeutscher Schriftsteller († 1966)
- 18. August: Hugo Bettauer, österreichischer Schriftsteller († 1925)
- 21. August: Aubrey Beardsley, britischer Dichter, Zeichner, Graphiker, Karikaturist und Illustrator († 1898)

- 10. September: Wladimir Klawdijewitsch Arsenjew, russischer Forschungsreisender und Schriftsteller († 1930)
- 15. September: Ina von Grumbkow, deutsche Abenteurerin und Autorin († 1942)
- 22. September: Eleanor Hallowell Abbott, US-amerikanische Dichterin, Romanschriftstellerin und Kinderbuchautorin († 1958)
- 30. September: Wilhelm Lobsien, deutscher Schriftsteller († 1947)
- 14. Oktober: Margarete Susman, jüdisch-deutsche Religionsphilosophin, Kultur-Essayistin und Poetin († 1966)
- 25. Oktober: Franc-Nohain, französischer Schriftsteller und Librettist († 1934)

- 01. November: Friedrich Funder, österreichischer Journalist und Publizist, Herausgeber der Wiener Tageszeitung Reichspost († 1959)
- 15. November: Hans Dominik, deutscher Ingenieur, Zukunftsroman- und Sachbuchautor († 1945)
- 15. November: Okamoto Kidō, japanischer Dramatiker († 1939)
- 25. November: Robert de Flers, französischer Dramatiker und Journalist († 1927)
- 30. November: John McCrae, kanadischer Dichter, Schriftsteller und Mediziner († 1918)
- 12. Dezember: Bruno Cassirer, deutscher Verleger und Galerist († 1941)

## Gestorben

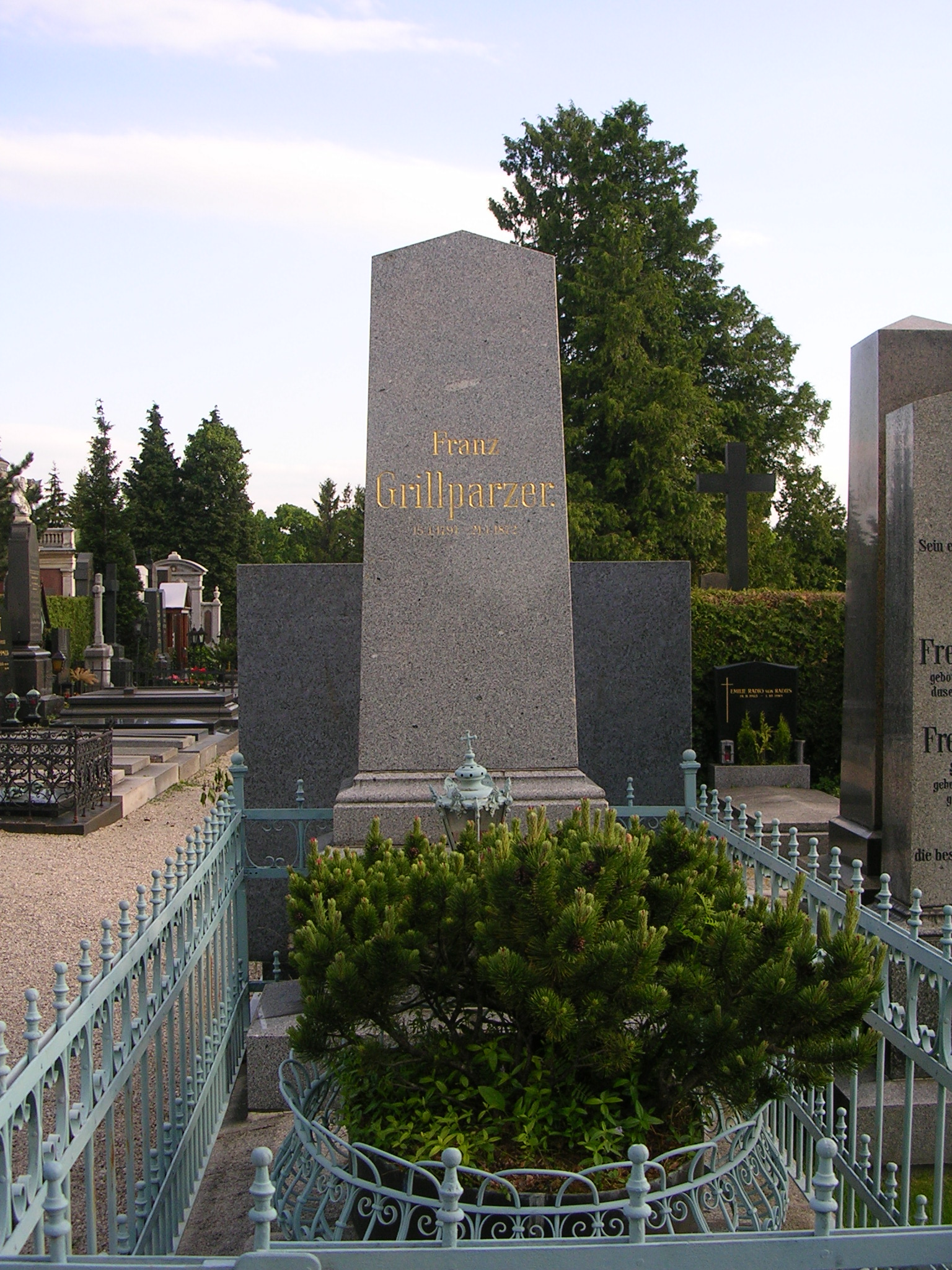
Grillparzers Grabmal auf dem Friedhof Hietzing

- 21. Januar: Franz Grillparzer, österreichischer Dichter (* 1791)
- 22. Januar: Franz von Elsholtz, deutscher Dichter und Schriftsteller (* 1791)

- 13. April: Thomas Vowler Short, britischer Geistlicher und Schriftsteller (* 1790)
- 30. April: Walpurga Schindl, Tiroler Dichterin (* 1826)

- 13. Mai: Moritz Hartmann, österreichischer Journalist, Schriftsteller und Politiker (* 1821)

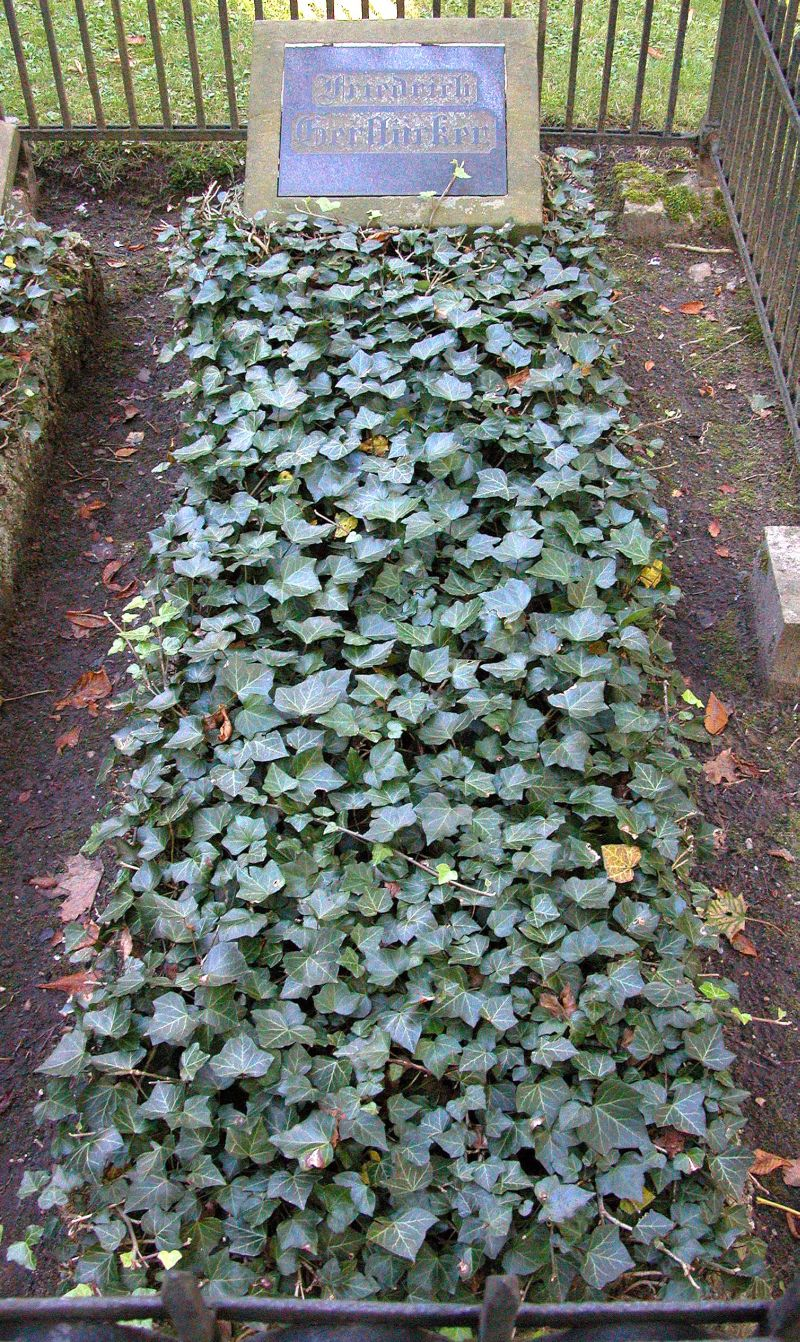
Gerstäckers Grab auf dem Magnifriedhof in Braunschweig

- 31. Mai: Friedrich Gerstäcker, deutscher Abenteurer und Schriftsteller (* 1816)

- 21. Juni: Robert Prutz, deutscher Schriftsteller (* 1816)
- 07. Juli: Pierre Lachambeaudie, französischer Fabeldichter (* 1806)
- 23. Juli: William Bridges Adams, britischer Publizist, Eisenbahnkonstrukteur und Unternehmer (* 1797)

- 21. August: David Kalisch, deutscher Schriftsteller (* 1820)
- 08. September: Paolo Emiliani Giudici, italienischer Literaturhistoriker und Literaturwissenschaftler (* 1812)

- 02. Oktober: Francis Lieber, deutsch-US-amerikanischer Jurist, Publizist, Rechts- und Staatsphilosoph (* 1800)
- 15. Oktober: Handrij Zejler, sorbischer Dichter und Herausgeber (* 1804)

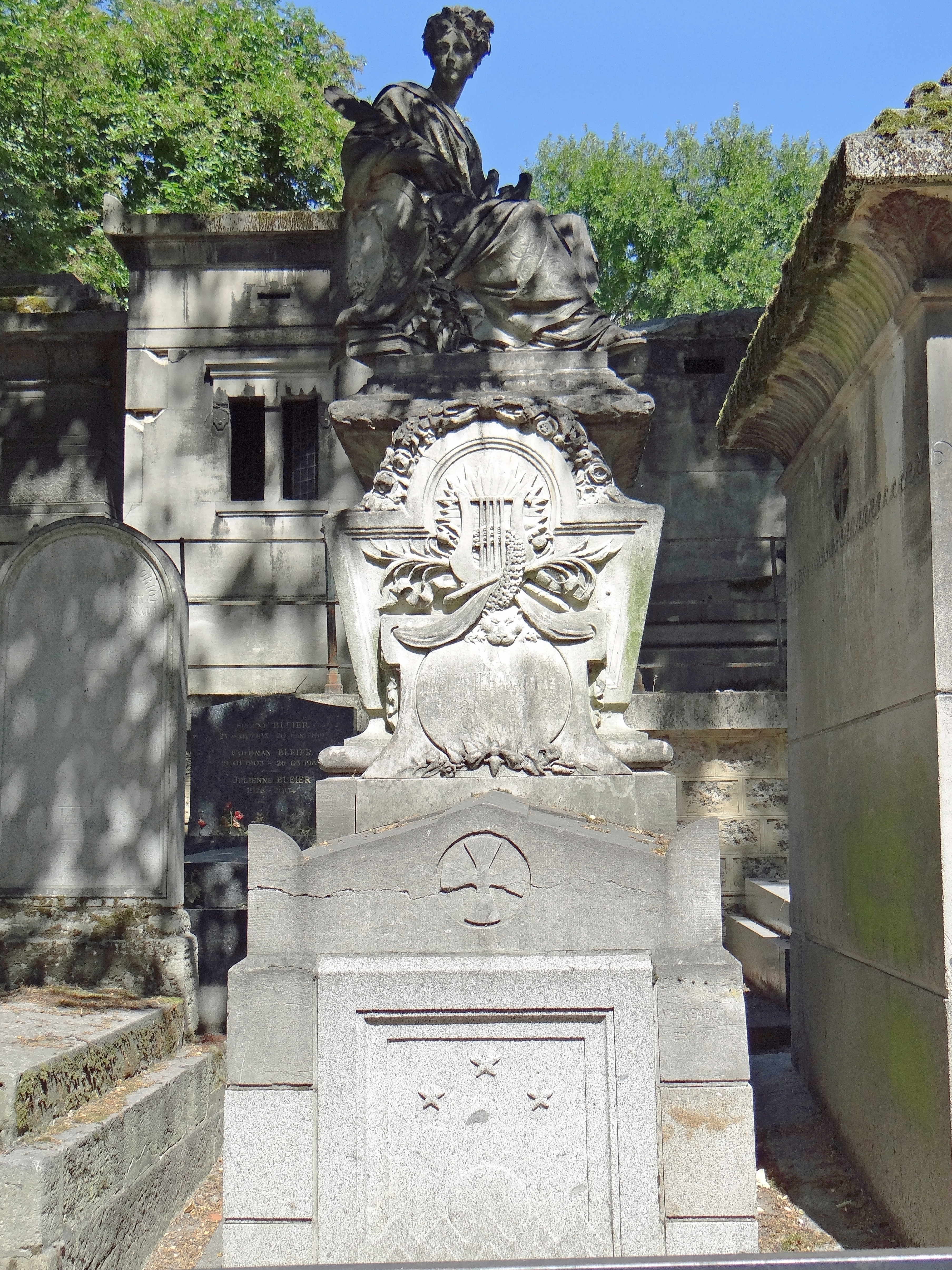
Grab von Théophile Gautier am Cimetière de Montmartre

- 23. Oktober: Théophile Gautier, französischer Schriftsteller (* 1811)

- 05. November: Adolf Ellissen, deutscher Politiker, Philologe und Literaturhistoriker (* 1815)
- 23. November: John Bowring, britischer Staatsmann, Reisender und Schriftsteller (* 1792)

- 02. Dezember: Wincenty Pol, polnischer Schriftsteller, Geograph und Ethnograph (* 1807)
- 23. Dezember: George Catlin, US-amerikanischer Maler, Autor und Indianerkenner (* 1796)

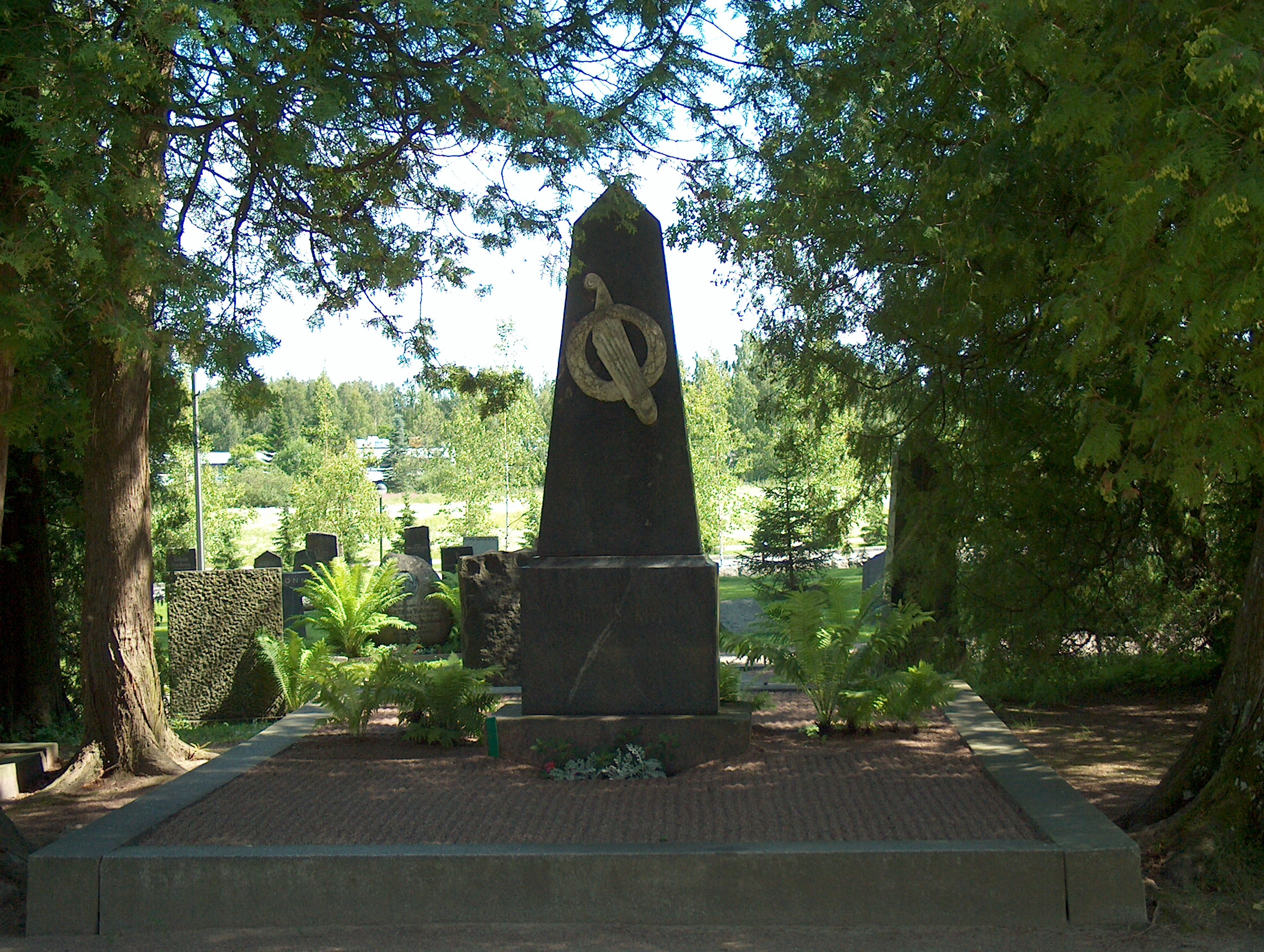
Das Grab von Aleksis Kivi

- 31. Dezember: Aleksis Kivi, finnischer Nationalschriftsteller (* 1834)